# Geniascota
Geniascota là một chi bướm đêm thuộc họ Erebidae.